# Mullvadssyrsa
Mullvadssyrsa (Gryllotalpa gryllotalpa) är en art i insektsordningen hopprätvingar som tillhör familjen mullvadssyrsor. Den har ett karakteristiskt utseende som påminner om ett kräftdjur och tillsammans med dess underjordiska levnadssätt har detta gjort att den ibland också kallas för jordkräfta.

## Kännetecken
Mullvadssyrsan har en kroppslängd på 35 till 50 millimeter och kroppen är täckt av fina hår. Dess framben är anpassade till att gräva med och är stora och platta. Färgen är brunaktig, mörkast på ovansidan av kroppen och ljusare på undersidan. Halsskölden är stor och bred. Dess täckvingar är ganska korta, men flygvingarna är långa och den kan flyga, även om den sällan gör detta och då endast på natten.

## Utbredning
Mullvadssyrsan finns i Asien, Europa och Nordafrika. I Sverige har den tidigare funnits i Skåne, Blekinge, Halland, Småland, Västergötland och på Öland. Under senare årtionden har dock dess utbredning minskat och arten har försvunnit från stora delar av sitt tidigare utbredningsområde. Fynd tyder på att det är troligt att den främst finns kvar i Skåne, Blekinge och på Öland.

### Status
I Sverige är mullvadssyrsan klassad som starkt hotad. Hoten mot arten är habitatförlust genom bebyggelse, utdikning och igenväxning av dess livsmiljöer. Ett annat är hot är kalla vintrar. I England är mullvadssyrsan klassad som akut hotad och den anses som utdöd på Irland.

## Levnadssätt
Mullvadssyrsans habitat är fuktiga områden med lätt jord, som strandängar i närheten av sjöar, dammar, åar och kärr. Det kan också hittas i en del av människan påverkade eller skapade miljöer, som trädgårdar, parker, växthus och drivbänkar. Den mesta tiden tillbringar den under jord med att gräva gångar och söka efter föda. Främst äter den daggmaskar och insektslarver, men den kan också äta vissa växtrötter. På natten kan det hända att den kommer upp till markytan.

### Fortplantning
Mullvadssyrsan fortplantar sig i Sverige i slutet av maj. Efter parningen lägger honan äggen i en speciell kammare under marken. Varje hona kan lägga 100 till 200 ägg, som hon vårdar tills de kläcks efter två till fyra veckor. Utvecklingstiden från ägg till imago är två år och som andra hopprätvingar har mullvadssyrsan ofullständig förvandling med omkring tio olika nymfstadier.

## Förhållande till människan
Mullvadssyrsan betraktas ibland som ett skadedjur i odlingar, eftersom den kan skada odlade växters rötter. I Sverige är den dock inte någon stor skadegörare på grund av sin sällsynthet. Dess vetenskapliga namn gryllotalpa kan härledas från latinets gryllus som betyder "syrsa" och talpa som betyder "mullvad".
|  |
|  |